# ليزلي ماكغراث
ليزلي ماكغراث (بالإنجليزية: Leslie McGrath)‏ هي كاتِبة وشاعرة أمريكية، ولدت في 15 يونيو 1957.